# Mau-Suca Bemoris
Mau-Suca Bemoris ist eine osttimoresische Aldeia (unterste Ebene der Verwaltungseinheiten) im Suco Cassa (Verwaltungsamt Ainaro, Gemeinde Ainaro). 2015 lebten in der Aldeia 496 Menschen.

## Geographie und Einrichtungen
Die Aldeia Mau-Suca Bemoris liegt im Süden des Sucos Cassa, am Westufer des Belulik, dem Grenzfluss zum Suco Leolima (Verwaltungsamt Hato-Udo). Südwestlich befindet sich die Aldeia Lailima und nordwestlich die Aldeia Boltama. Das Zentrum von Cassa, dem Hauptort des Sucos, befindet sich in der Aldeia. Hier treffen drei überregionale Straßen aufeinander. Vom Westen her aus Zumalai, vom Osten aus Hato-Udo und vom Norden aus eine Straße, die über Ainaro und Aileu zur Landeshauptstadt Dili (Luftlinie etwa 70 km) führt. Eine Brücke führt über den Fluss Belulik.
Die Grundschule Sentral Cassa befindet sich in der Aldeia Mau-Suca Bemoris.